# Lea Horowitz
Lea Horowitz, właściwie Sara Rebeka Rachel Lea Horowitz – XVIII-wieczna pisarka zamieszkała na terenie Polski tworząca w języku hebrajskim, aramejskim i jidysz, autorka Tkhinne imohes.

## Życiorys
Działalność Lei Horowitz miała miejsce w XVIII wieku na terenie wschodniej Europy. Większość życia spędziła w Bolechowie, znajdującym się wówczas na terenie Polski (dzisiaj: Ukraina). Jej rodzicami byli Jakob Jokel ben Meir ha-Lewi Horowitz oraz Rejzel bat Heszl, Lea była jednym z siedmiorga dzieci. Trzej bracia Horowitz zostali rabinami, wśród których najbardziej odznaczył się Izaak Horowitz. Lea była dwukrotnie zamężna, ale nie istnieje żadna informacja o jej potomstwie.
Horowitz odznaczała się pokaźną znajomością Talmudu i Kabały, co czyniło ją wyjątkową na tle obecnych czasów. Jej wiedzę o Talmudzie potwierdza kronikarz Ber z Bolechowa, który w jednym ze swoich wspomnień opisuje Leę jako wyjątkowo uzdolnioną kobietę, która pomogła mu zrozumieć fragment owego dzieła gdy był dwunastoletnim chłopcem. Kolejna wzmianka o wiedzy Horowitz znajduje się w anonimowym dziele Sefer Ozar Sihot Hakhamim, które ukazuje ją jako bardzo dobrze zorientowaną w Talmudzie wielką uczoną, a także przytacza jej dyskusję z równie wykształconą kobietą.

## Twórczość
Istotny element życiorysu Horowitz stanowi dzieło Tkhinne imohes, będące modlitwą w trzech językach, przeznaczoną na Szabat przed nowiem. Fakt, że Lea zostawiła po sobie spisane dzieło jest rzadkością wobec panujących wówczas standardów. Tkhinne imohes składa się z trzech elementów: wstępu w języku hebrajskim, liturgicznego wiersza w języku aramejskim oraz prozy parafrazującej wiersz napisanej w jidysz. Dzieło to również pełni ważne źródło historyczne, ukazujące ponadprzeciętny poziom wiedzy, którym operowała osiemnastowieczna autorka.